# Nowy Nakwasin
Nowy Nakwasin – wieś w Polsce położona w województwie wielkopolskim, w powiecie kaliskim, w gminie Koźminek.
W latach 80. XIX wieku według Słownika Geograficznego Królestwa Polskiego istniał w Nakwasinie folwark który, jak wynika z map Wojskowego Instytutu Geograficznego został rozparcelowany przed 1936 rokiem. W latach 1975–1998 miejscowość administracyjnie należała do województwa kaliskiego.